# Copa del Món de futbol sub-17
La Copa del Món de futbol sub-17 és una competició organitzada per la Federació Internacional de Futbol Associació (FIFA) per a futbolistes amb disset anys com a màxim. Va ser creada el 1985 amb el nom de Campionat Mundial de futbol sub-16, i més tard coneguda amb el nom de Campionat Mundial de futbol sub-17 fins al 2007.
El torneig és organitzat cada dos anys i va sorgir el 1985 després de l'èxit de la Copa Mundial de Futbol Sub-20, el principal esdeveniment juvenil d'aquest esport. L'actual edat màxima de participació va ser establerta a 1991, ja que amb anterioritat el límit era de 16 anys.
Dels quinze tornejos disputats dels equips més reeixits són: Nigèria amb quatre títols, seguit per Brasil amb tres tornejos; Ghana i Mèxic posseeixen 2 títols cadascun. Finalment, Aràbia Saudita, França, Suïssa i la desapareguda Unió Soviètica amb 1 títol.

## Classificació
24 equips participen en cadascun dels esdeveniments. A excepció del país amfitrió, els 23 equips restants participen en un procés classificatori dins de cadascuna de les confederacions continentals, les quals organitzen diversos tornejos juvenils.
- AFC (Àsia): Campionat Sub-16 de l'AFC (4 contingents)
- CAF (Àfrica): Campionat Africà Sub-17 (4 contingents)
- Concacaf (Amèrica del Nord, Amèrica Central i el Carib): Campionat Sub-17 de la Concacaf (4 contingents)
- CONMEBOL (Sud-amèrica): Campionat Sud-americà Sub-17 (4 contingents)
- OFC (Oceania): Campionat Sub-17 de l'OFC (1 quota)
- UEFA (Europa): Campionat Europeu Sub-17 de la UEFA (6 quotes)

### Marques
- Mèxic és l'única selecció amfitriona d'un Mundial amb rècord de 7 partits guanyats (pas perfecte dins del certamen), ja que és l'únic país a organitzar el torneig i ser campió a 2011 marca que Escòcia i Nigèria, no ho van aconseguir, ja que van ser subcampions en els seus respectius Mundials a 1989 i 2009. Suïssa també té aquest rècord, però sense ser l'amfitrió d'aquesta competició.
- Estats Units és la selecció amb més participacions en el torneig amb catorze i fins a la Mèxic 2011 va estar present en totes les edicions del torneig, excepte per ls Unió dels Emirats Àrabs Units 2013 en la qual no es va qualifica en la seva eliminatòria, és seguida per Brasil amb tretze aparicions, Argentina i Austràlia amb onze i Mèxic amb deu.
- Nigèria ha aparegut en set ocasions a la final del torneig, aconseguint el títol en 4 oportunitats
- El francès Florent Sinama-Pongolle manté el rècord de gols marcats per un jugador en un sol torneig, després de marcar 9 en l'edició 2001, igual que el jugador ivorià Souleymane Coulibaly, que també va marcar 9 en l'edició 2011.
- Alemanya va aconseguir el rècord de més gols marcats en un sol torneig, amb 24 a la 2011.
- Colòmbia manté el rècord de més gols en un sol partit, 9-1 sobre Finlàndia al 2003.
- El jugador mexicà Jonathan Espericueta aconsegueix el primer gol olímpic en la història de la Copa Mundial Sub-17 en l'edició 2011.
- El porter Quillan Roberts de Canadà, es va convertir en el primer arquer a fer un gol en una competició de la FIFA el 2011.
- La tanda de penals més llarga, fins ara, va ser protagonitzada per les seleccions de Mèxic i Brasil en els quarts de final de l'edició 2013 d'aquest torneig dut a terme a Emirats Àrabs Units. El resultat va ser una victòria mexicana 11-10.

## Premis
Durant la realització del torneig, l'organització disposa el lliurament de diversos premis d'acord amb la participació dels equips i jugadors al llarg del torneig. Dins d'aquests destaca el premi als golejadors, al millor jugador del torneig i l'equip que practica millor el "joc net".

### Golejadors
Des de l'inici del torneig, un dels premis més importants és al golejador de l'esdeveniment, és a dir, el jugador que marca més gols durant la celebració de cada esdeveniment, en cas que més jugadors tinguin igual nombre de gols, és considerat com a guanyador l'anomenat "Bota d'Or adidas" aquell que tingui major nombre d'assistències.

### Pilota d'Or
Igual que en la versió adulta del torneig, el premi "Pilota d'Or Adidas" és lliurat al millor jugador de cada edició del torneig. Durant la realització del campionat, la FIFA crea una llista amb els 10 millors jugadors de l'esdeveniment al seu judici. Els jugadors d'aquesta llista són posteriorment votats pels representants de la premsa especialitzada. La pilota d'or és lliurat al que hagi obtingut més vots, mentre des 2005 són lliurats a més la pilota de plata i de bronze es lliura a la segona i tercera majoria, respectivament.

## Historial
| Any          | Seu |                                       | Final                                 | Final                                 | Final                                 |                                       | Tercera posició                       | Tercera posició                       | Tercera posició                       |  | Nº d'equips |
| Any          | Seu | Campió                                | Resultat                              | Segon                                 | Tercer                                | Resultat                              | Quart                                 |                                       |                                       |  | Nº d'equips |
| ------------ | --- | ------------------------------------- | ------------------------------------- | ------------------------------------- | ------------------------------------- | ------------------------------------- | ------------------------------------- | ------------------------------------- | ------------------------------------- |  | ----------- |
| 1985         |     | Nigèria                               | 2–0                                   | Alemanya Federal                      | Brasil                                | 4–1                                   | Guinea                                | 16                                    |                                       |  |             |
| 1987         |     | URSS                                  | 1–1 pr. (4–2 p.)                      | Nigèria                               | Costa d'Ivori                         | 2–1 pr.                               | Itàlia                                | 16                                    |                                       |  |             |
| 1989         |     | Aràbia Saudita                        | 2–2 pr. (5–4 p.)                      | Escòcia                               | Portugal                              | 3–0                                   | Bahrain                               | 16                                    |                                       |  |             |
| 1991 Detalls |     | Ghana                                 | 1–0                                   | Espanya                               | Argentina                             | 1–1 pr. (4–1 p.)                      | Qatar                                 | 16                                    |                                       |  |             |
| 1993 Detalls |     | Nigèria                               | 2–1                                   | Ghana                                 | Xile                                  | 1–1 pr. (4–2 p.)                      | Polònia                               | 16                                    |                                       |  |             |
| 1995 Detalls |     | Ghana                                 | 3–2                                   | Brasil                                | Argentina                             | 2–0                                   | Oman                                  | 16                                    |                                       |  |             |
| 1997 Detalls |     | Brasil                                | 2–1                                   | Ghana                                 | Espanya                               | 2–1                                   | Alemanya                              | 16                                    |                                       |  |             |
| 1999 Detalls |     | Brasil                                | 0–0 pr. (8–7 p.)                      | Austràlia                             | Ghana                                 | 2–0                                   | Estats Units                          | 16                                    |                                       |  |             |
| 2001 Detalls |     | França                                | 3–0                                   | Nigèria                               | Burkina Faso                          | 2–0                                   | Argentina                             | 16                                    |                                       |  |             |
| 2003 Detalls |     | Brasil                                | 1–0                                   | Espanya                               | Argentina                             | 1–1 pr. (5–4 p.)                      | Colòmbia                              | 16                                    |                                       |  |             |
| 2005 Detalls |     | Mèxic                                 | 3–0                                   | Brasil                                | Països Baixos                         | 2–1                                   | Turquia                               | 16                                    |                                       |  |             |
| 2007 Detalls |     | Nigèria                               | 0–0 pr. (3–0 p.)                      | Espanya                               | Alemanya                              | 2–1                                   | Ghana                                 | 24                                    |                                       |  |             |
| 2009 Detalls |     | Suïssa                                | 1–0                                   | Nigèria                               | Espanya                               | 1–0                                   | Colòmbia                              | 24                                    |                                       |  |             |
| 2011 Detalls |     | Mèxic                                 | 2–0                                   | Uruguai                               | Alemanya                              | 4–3                                   | Brasil                                | 24                                    |                                       |  |             |
| 2013 Detalls |     | Nigèria                               | 3–0                                   | Mèxic                                 | Suècia                                | 4–1                                   | Argentina                             | 24                                    |                                       |  |             |
| 2015 Detalls |     | Nigèria                               | 2–0                                   | Mali                                  | Bèlgica                               | 3–2                                   | Mèxic                                 | 24                                    |                                       |  |             |
| 2017 Detalls |     | Anglaterra                            | 5–2                                   | Espanya                               | Brasil                                | 2–0                                   | Mali                                  | 24                                    |                                       |  |             |
| 2019 Detalls |     | Brasil                                | 2–1                                   | Mèxic                                 | França                                | 3–1                                   | Països Baixos                         | 24                                    |                                       |  |             |
| 2021         |     | Suspès per la pandèmia de la Covid-19 | Suspès per la pandèmia de la Covid-19 | Suspès per la pandèmia de la Covid-19 | Suspès per la pandèmia de la Covid-19 | Suspès per la pandèmia de la Covid-19 | Suspès per la pandèmia de la Covid-19 | Suspès per la pandèmia de la Covid-19 | Suspès per la pandèmia de la Covid-19 |  |             |
| 2023 Detalls |     | Alemanya                              | 2–2 pr. (4–3 p.)                      | França                                |                                       | Mali                                  | 3–0                                   | Argentina                             | 24                                    |  |             |

- Llegenda:
  - pr. - després de la pròrroga
  - p.- després de la tanda de penals

## Palmarès
| Equip          | Campió                           | Subcampió                  | Tercer               | Quart                |
| -------------- | -------------------------------- | -------------------------- | -------------------- | -------------------- |
| Nigèria        | 5 (1985, 1993, 2007, 2013, 2015) | 3 (1987, 2001, 2009)       |                      |                      |
| Brasil         | 4 (1997, 1999, 2003, 2019)       | 2 (1995, 2005)             | 2 (1985, 2017)       | 1 (2011)             |
| Ghana          | 2 (1991, 1995)                   | 2 (1993, 1997)             | 1 (1999)             | 1 (2007)             |
| Mèxic          | 2 (2005, 2011)                   | 2 (2013, 2019)             |                      | 1 (2015)             |
| Alemanya       | 1 (2023)                         | 1 (1985)                   | 2 (2007, 2011)       | 1 (1997)             |
| França         | 1 (2001)                         | 1 (2023)                   | 1 (2019)             |                      |
| URSS           | 1 (1987)                         |                            |                      |                      |
| Aràbia Saudita | 1 (1989)                         |                            |                      |                      |
| Suïssa         | 1 (2009)                         |                            |                      |                      |
| Anglaterra     | 1 (2017)                         |                            |                      |                      |
| Espanya        |                                  | 4 (1991, 2003, 2007, 2017) | 2 (1997, 2009)       |                      |
| Mali           |                                  | 1 (2015)                   | 1 (2023)             | 1 (2017)             |
| Escòcia        |                                  | 1 (1989)                   |                      |                      |
| Austràlia      |                                  | 1 (1999)                   |                      |                      |
| Uruguai        |                                  | 1 (2011)                   |                      |                      |
| Argentina      |                                  |                            | 3 (1991, 1995, 2003) | 3 (2001, 2013, 2023) |
| Països Baixos  |                                  |                            | 1 (2005)             | 1 (2019)             |
| Costa d'Ivori  |                                  |                            | 1 (1987)             |                      |
| Portugal       |                                  |                            | 1 (1989)             |                      |
| Xile           |                                  |                            | 1 (1993)             |                      |
| Burkina Faso   |                                  |                            | 1 (2001)             |                      |
| Suècia         |                                  |                            | 1 (2013)             |                      |
| Bèlgica        |                                  |                            | 1 (2015)             |                      |
| Colòmbia       |                                  |                            |                      | 2 (2003, 2009)       |
| Guinea         |                                  |                            |                      | 1 (1985)             |
| Itàlia         |                                  |                            |                      | 1 (1987)             |
| Bahrain        |                                  |                            |                      | 1 (1989)             |
| Qatar          |                                  |                            |                      | 1 (1991)             |
| Polònia        |                                  |                            |                      | 1 (1993)             |
| Oman           |                                  |                            |                      | 1 (1995)             |
| Estats Units   |                                  |                            |                      | 1 (1999)             |
| Turquia        |                                  |                            |                      | 1 (2005)             |